# Robert Tapert

Robert Gerald Tapert (14 de Maio de 1955) é um produtor e diretor de cinema e de televisão estadunidense. Ficou famoso ao criar e produzir as séries Hercules: The Legendary Journeys e Xena: Warrior Princess, ambas em 1995.

## Biografia
Rob pretendia cursar a Universidade de Michigan, no curso de economia, mas seu companheiro de quarto, Sam Raimi, o fez querer trabalhar no cinema. É mais conhecido por sua associação com Sam Raimi e Bruce Campbell em vários projetos. Rob e Sam deram vida a filmes como Timecop e Darkman, entre outros.
É casado com a atriz Lucy Lawless desde 1998 até ao presente.